# Universidad Politécnica de Lappeenranta

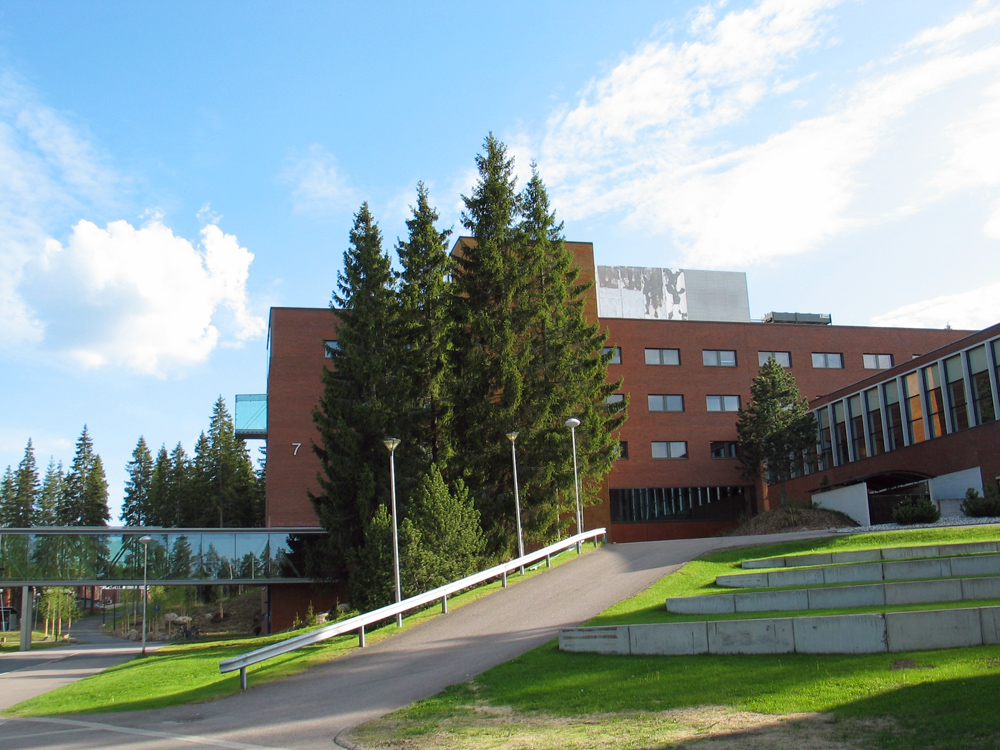
Vista de la universidad

La Universidad Politécnica de Lappeenranta, en finés Lappeenrannan teknillinen yliopisto (abreviatura LTY), que empezó su actividad en 1969, es una escuela superior de nivel universitario con sede en la ciudad finlandesa de Lappeenranta. Cuenta con 5700 estudiantes y un plantel de 980 docentes y empleados.

## Facultades
La Universidad se subdivide en tres facultades con un total de nueve áreas:
- Facultad Técnica
  - Energías
  - Química
  - Maquinaria
  - Matemáticas y física
  - Electrotecnia
  - Medio ambiente
- Gestión Tecnológica
  - Economía de la empresa
  - Informática
- Negocios
  - School of Business